# Cribrodyschirius demeyeri
Cribrodyschirius demeyeri – gatunek chrząszcza z rodziny biegaczowatych i podrodziny Scaritinae.
Gatunek ten został opisany w 2013 roku przez Petra Bulirscha. W obrębie rodzaju Cribrodyschirius należy do grupy gatunków C. puncticollis i podgrupy gatunków C. jeanneli-subgroup.
Chrząszcz o ciele długości od 2,45 do 2,6 mm, ubarwiony rdzawoobrązowo z rdzawoczerwymi odnóżami i czułkami. Boki przedplecza regularnie zaokrąglone, kanalik wzdłuż ich krawędzi wyraźnie i gęsto punktowany. Pokrywy jajowate, bez spiżowego połysku, nie ciemniejsze niż przedplecze. Międzyrzędy pokryw silnie wyniesione na całej długości. Rzędy pokryw z grubym punktowaniem. Rzędy wierzchołkowe bardzo głębokie i niepunktowane.
Gatunek afrotropikalny, znany z wyłącznie z Demokratycznej Republiki Konga.